# 蘆屋市
芦屋市（日语：／ Ashiya shi */?）是位於日本兵庫縣東南部的城市，位處西宮市與神戶市之間，孕育出阪神間現代主義。當地面積為18.74平方公里，是兵庫縣內第二小的行政區劃，僅大於播磨町的9.13平方公里。市內的平田町及松濱町是關西地區著名的高級住宅區之一，有多位知名企業家、名人住於此區。

## 人口
| 蘆屋市人口分布圖 |                                               |  |
| 蘆屋市與日本全國年齡別人口分布比較圖 （2005年資料） | 蘆屋市的年齡、男女別人口分布圖 （2005年資料） |  |
| ■紫色是蘆屋市 ■綠色是全国 | ■藍色是男性 ■紅色是女性                       |  |
| 蘆屋市人口變化 \| 1970年 \| 70,938人 \| \| \| 1975年 \| 76,211人 \| \| \| 1980年 \| 81,745人 \| \| \| 1985年 \| 87,127人 \| \| \| 1990年 \| 87,524人 \| \| \| 1995年 \| 75,032人 \| \| \| 2000年 \| 83,834人 \| \| \| 2005年 \| 90,590人 \| \| \| 2010年 \| 93,238人 \| \| \| 2015年 \| 95,350人 \| \| \| 2020年 \| 93,922人 \| \| |                                               |  |
| 資料來源：日本總務省統計中心提供之人口普查數據 |                                               |  |
| 1970年 | 70,938人                                      |  |
| 1975年 | 76,211人                                      |  |
| 1980年 | 81,745人                                      |  |
| 1985年 | 87,127人                                      |  |
| 1990年 | 87,524人                                      |  |
| 1995年 | 75,032人                                      |  |
| 2000年 | 83,834人                                      |  |
| 2005年 | 90,590人                                      |  |
| 2010年 | 93,238人                                      |  |
| 2015年 | 95,350人                                      |  |
| 2020年 | 93,922人                                      |  |

## 歷史
位於京都往日本西部的道路上，在平安時代本地設有驛站；戰國時代末期，出現了打出、蘆屋、三条、津知四個村落。
1871年廢藩置縣後，成為兵庫縣的轄區，1889年日本實施町村制，打出村、蘆屋村、三条村、津知村被整併為精道村，隸屬菟原郡。1940年11月10日跳過町制，直接改制並改名為蘆屋市。

## 交通

### 鐵路
- 阪急電鐵
  - 神戶本線：（←西宮市） - 蘆屋川車站 - （神戶市）
- 西日本旅客鐵道（JR西日本）
  - 東海道本線（JR神戶線）：（←西宮市） - 蘆屋車站 - （神戶市）
  - 山陽新幹線：路線通過轄區內，但全段都位於六甲隧道（日语：六甲トンネル）中，未設有車站。
- 阪神電氣鐵道
  - 阪神本線：（←西宮市） - 蘆屋車站 - 打出車站 - （神戶市）

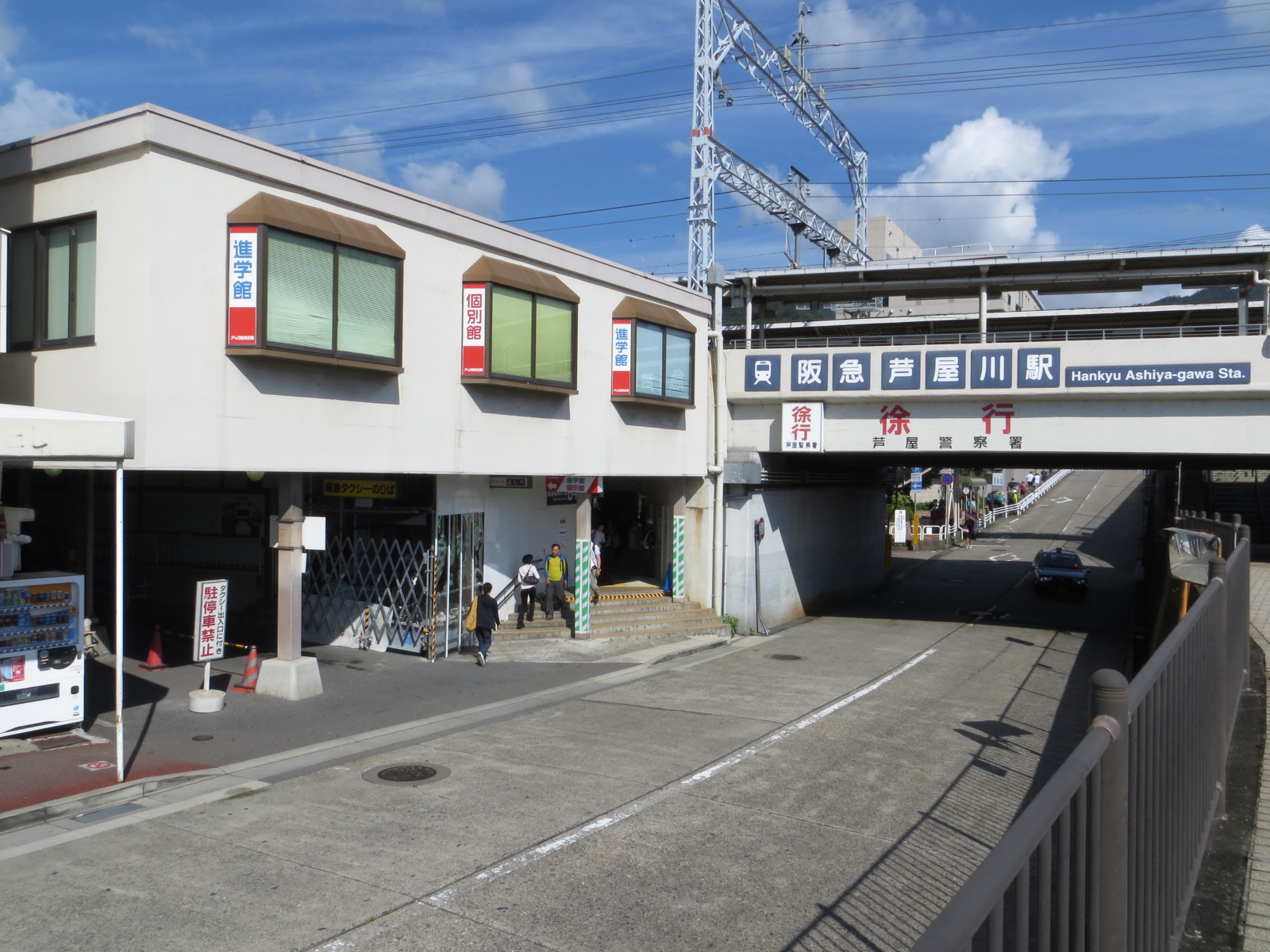
蘆屋川車站
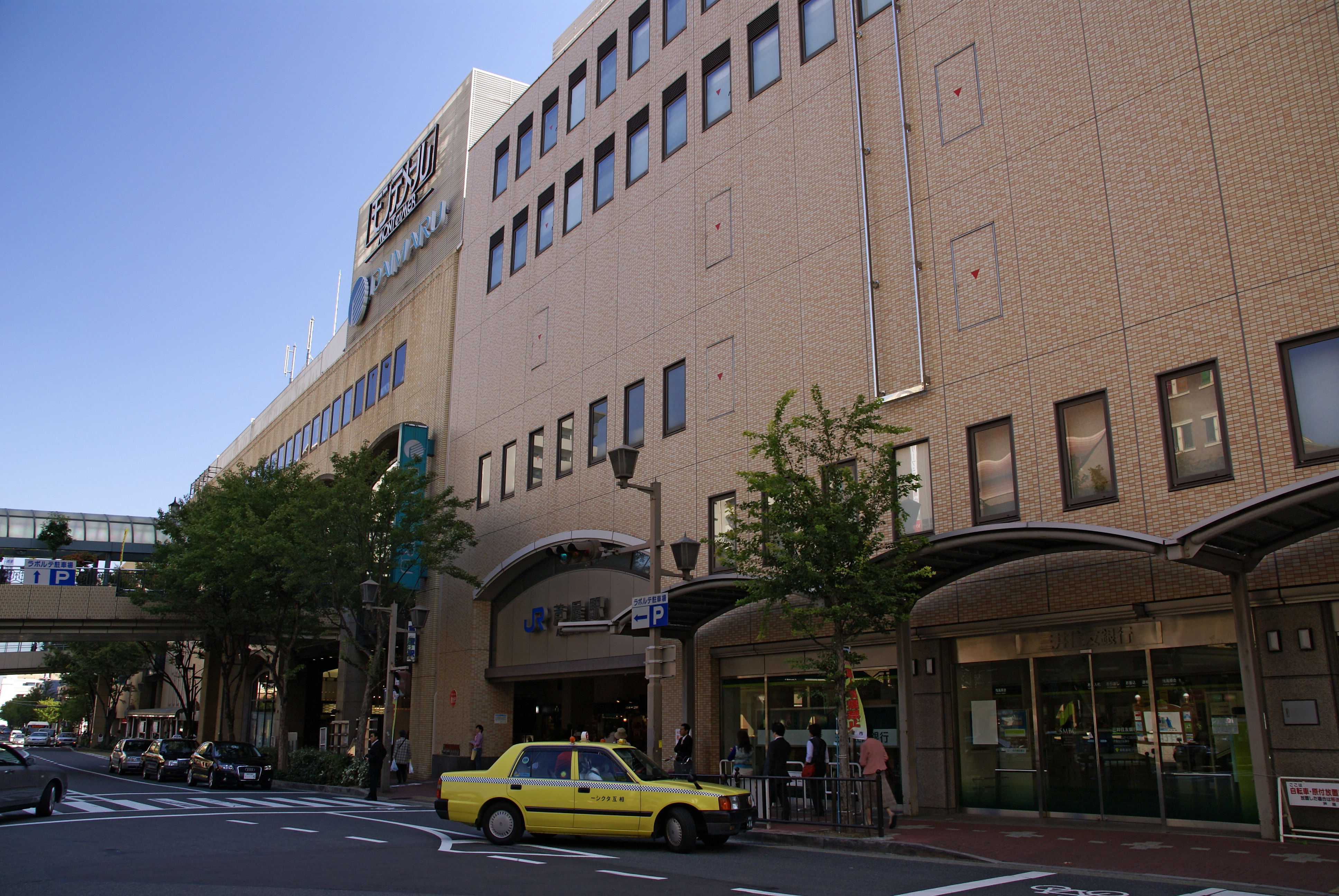
JR蘆屋車站

### 公路
高速道路
- 阪神高速3號神戶線
- 阪神高速5號灣岸線

國道
- 國道2號、國道43號

## 觀光資源

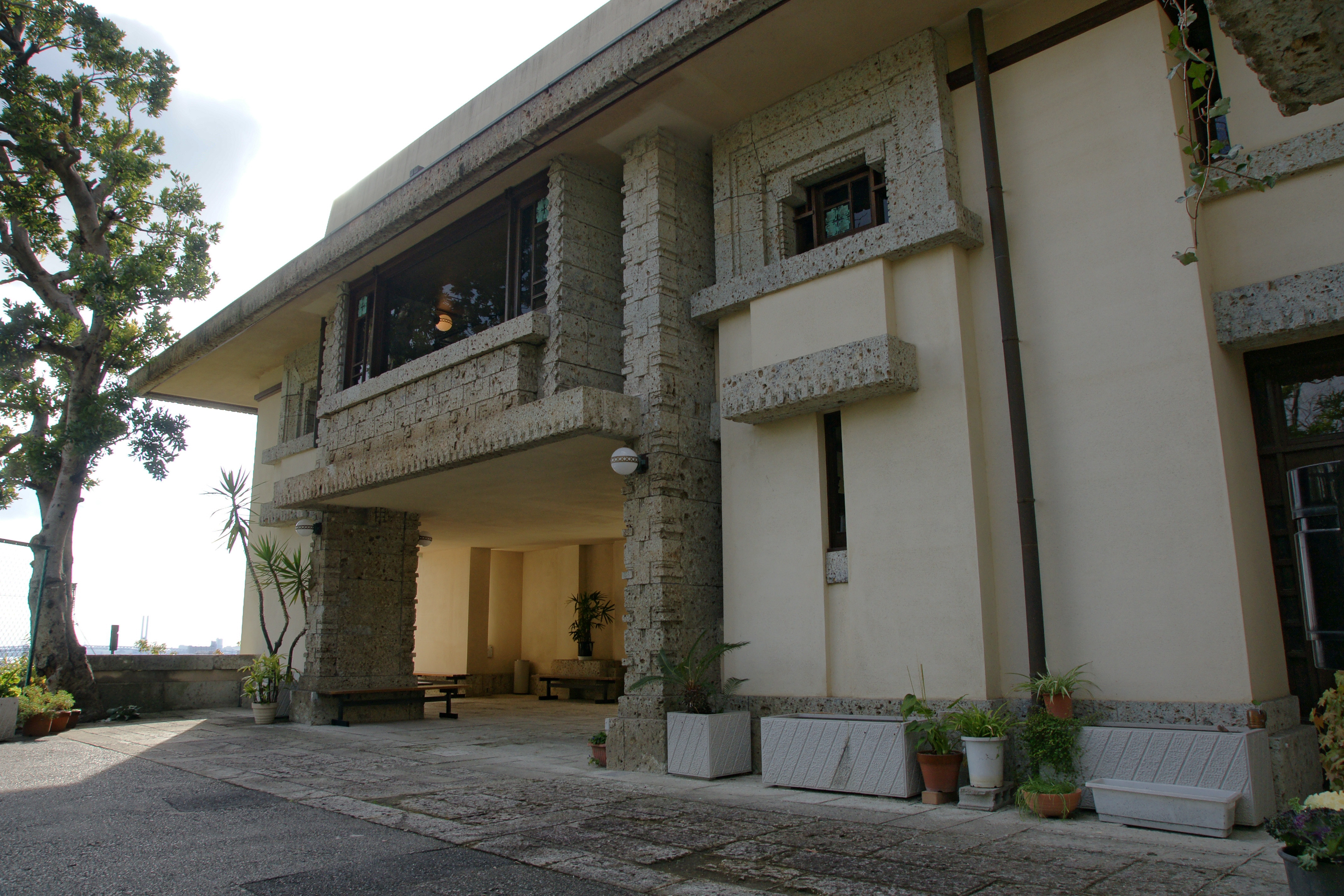
舊山邑太佐衛門邸

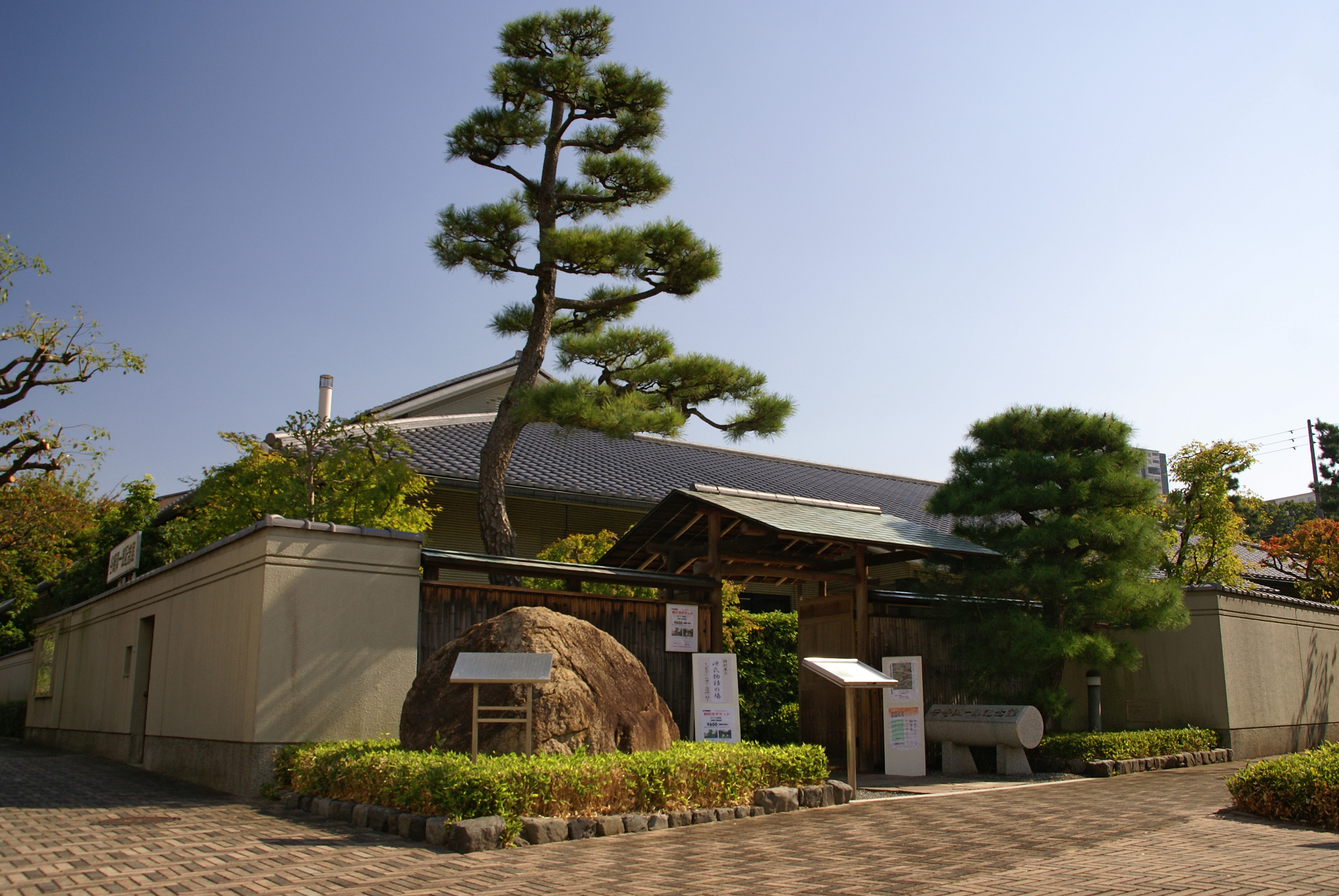
蘆屋市谷崎潤一郎紀念館

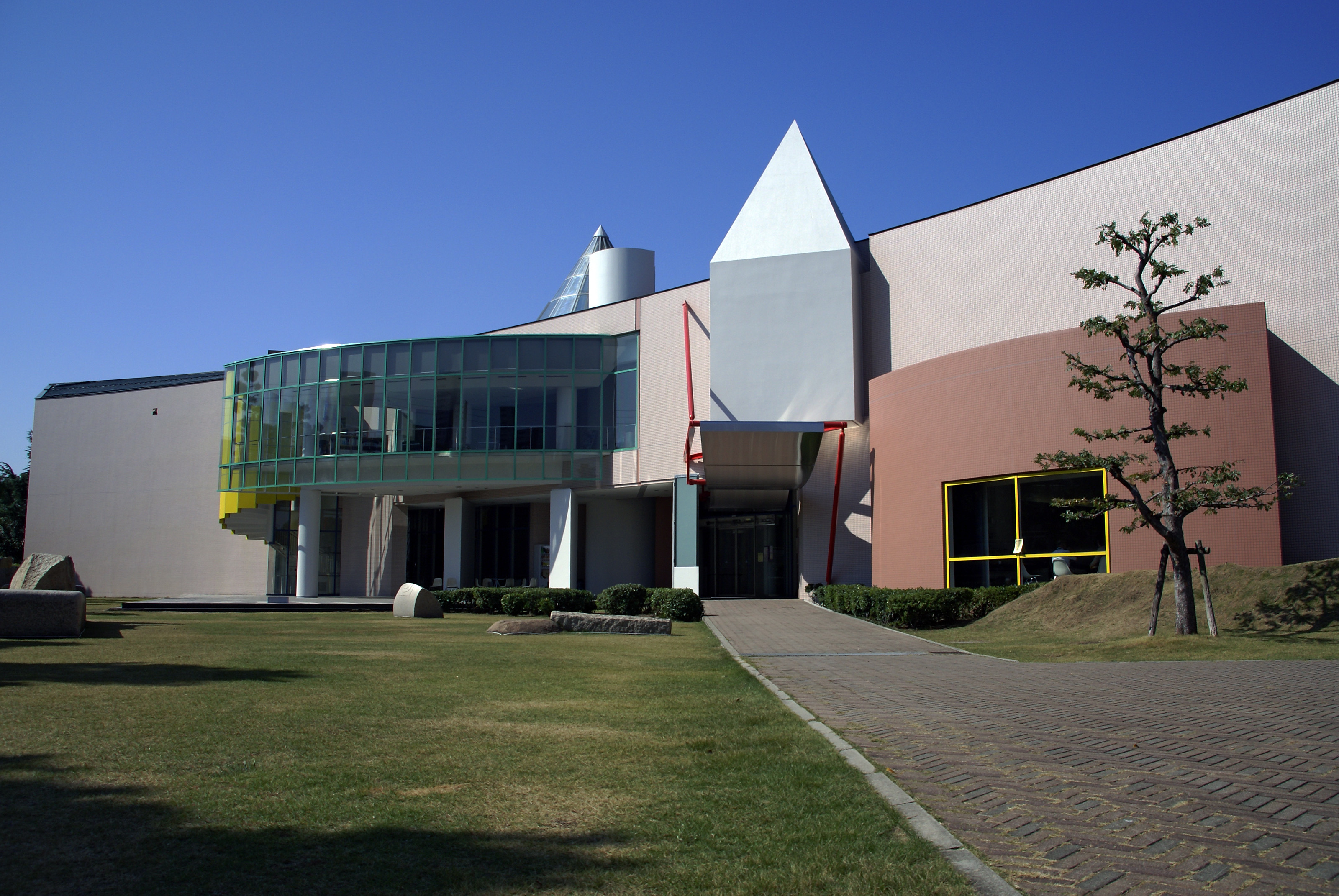
蘆屋市立美術博物館

- 舊山邑家住宅（日语：旧山邑家住宅）
- 滴翠美術館（日语：滴翠美術館）
- 俵美術館（日语：俵美術館）
- 蘆屋佛教會館（日语：芦屋仏教会館）
- 芦屋市谷崎润一郎纪念馆
- 蘆屋市立美術博物館（日语：芦屋市立美術博物館）
- 虚子記念文學館（日语：虚子記念文学館）
- Emba中國近代美術館（日语：エンバ中国近代美術館）
- 富田砕花舊居（日语：富田砕花旧居）

## 教育

### 大學
- 蘆屋大學（日语：芦屋大学）

## 姊妹、友好城市

### 海外
- 蒙提贝罗（美國加利福尼亚州洛杉磯郡）

## 本地出身之名人
- 北崎拓：漫畫家
- 小池百合子：政治人物，首位女性東京都知事
- 堂本光一：偶像藝人、KinKi Kids成員
- 西塚泰美：生化學者、曾獲得沃爾夫醫學獎、拉斯克基礎醫學獎
- 野依良治：化學學者、曾獲得諾貝爾獎、沃尔夫奖
- 半田健人：演員、歌手
- 松浦雅：演員
- 稀勢之里寬：大相撲力士、第72代橫綱
- 貴景勝光信：大相撲力士
- 正源司陽子：偶像藝人、日向坂46成員

## 外部連結
- （日語） 蘆屋觀光協會的Facebook專頁